# いまじん
株式会社いまじん白揚（いまじんはくよう、IMAGINE HAKUYO Inc.,）は、愛知県春日井市勝川町に本社を置き、書店や文具・雑貨・ゲーム・CDなどのチェーン店を運営する企業である。

## 沿革
- 1981年（昭和56年）7月1日 - 株式会社しいがるとして設立、書籍店「いまじん」のフランチャイズ展開を開始する。
- 1986年（昭和61年）2月 -  有限会社エスケー商事を設立、玩具ディスカウント店「おもッちゃマン」のフランチャイズ展開を開始。
- 1990年（平成2年）10月 - 株式会社ヴァンクスを設立、ゲーム専門店「マジカルガーデン」のフランチャイズ展開を開始。
- 1997年（平成9年）7月 - 株式会社ヴァンクスを吸収合併し、株式会社いまじんと社名を改める。
- 2000年（平成12年）3月 - エイデン（現：エディオン）と資本提携し、38.9%の出資を受ける。
- 2001年（平成13年）3月 - 三重県の書店である株式会社白揚と業務提携。
- 2004年（平成16年）10月 - 株式会社バロー（現：バローホールディングス）と資本提携し、35%の出資を受ける。
- 2009年（平成21年）8月 - 「TSUTAYA」フランチャイズに加盟[1]。
- 2011年（平成23年）3月 - 株式会社白揚と合併、株式会社いまじん白揚に社名変更。
- 2014年（平成26年）5月 - 日本出版販売株式会社の連結子会社となる。
- 2015年（平成27年）
  - 4月 - ゲーム卸事業を株式会社MPDに譲渡[2]。
  - 11月 - 全店TSUTAYAフランチャイズ加盟完了、店舗名をTSUTAYAに統一。
- 2019年（平成31年）1月 - 本社を豊山町から春日井市に移転。
- 2023年（令和5年）11月 - 本社を春日井市から名古屋市北区に移転。

## 店舗
- TSUTAYA（複合型大型書店）： 愛知県・9店舗（うち名古屋市・2店舗）、三重県・5店舗、岐阜県・3店舗
- 元町珈琲（喫茶店）： 三重県・1店舗